# Los sueños de la ciudad
Los sueños de la ciudad (ALA-LC: Ahlam al-Madina) (en árabe: 'أحلام المدينة'‎) es una película siria, dirigida por Mohamed Malass. Esta película está orientada a un hermoso poema que recuerda la descripción de la vida cotidiana en Damasco; y, los bellos eventos del pasado. Los personajes encarnan a un grupo de artistas sirios.
Su mentor y director, Mohamed Malass, siempre ha mostrado una imaginación fértil y un poder creativo insaciable. Para él, es otro medio de expresión, especialmente durante los largos años de preparación de una película. Mohamed Malas invierte ritmo, como muchos y en todas las etapas de la realización de sus películas. Después del placer singular dejado en los pasos de su obra anterior, Pasión y especialmente Ahlam Al Madina (los sueños de la ciudad)

## Hnores y distinciones
La película ganó premios de festivales árabes e internacionales:
- Jornadas Cinematográficas de Cartago, Túnez;
- Festival de cine de Pasetta;
- Festival Internacional de cine de Damasco - Siria;
- Festival de Cannes - Francia (1983)
- Festival de Cannes 1984.[1]
- Mostra de València-Cinema del Mediterrani con la "Palma de oro"
- Festival Internacional de Cine de Berlín, 1985

## Sinopsis
Después de la muerte de su padre, Dib, su madre y su hermano abandonan Kuneitra para unirse a Damasco. En un período histórico problemático, Dib enfrentará el matrimonio forzado de su madre y la muerte de su hermano.

## Detalles de la realización
- Producción: Establecimiento General de cine - Damasco - Siria.
- Guion: Samir Zekry y Mohamed Malas.
- MontaJe : Haïtham Kovalty[7]
- Duración : 120 min
- Año de producción: 1983.
- País: Siria.